# Psychoda punctaella
Psychoda punctaella är en tvåvingeart som först beskrevs av Townsend 1897.  Psychoda punctaella ingår i släktet Psychoda och familjen fjärilsmyggor. Inga underarter finns listade i Catalogue of Life.